# Ordre du Mérite social (Bénin)
L'ordre du Mérite social est un ordre honorifique béninois créé le 31 décembre 1962 au Dahomey par Hubert Maga. 
Sous l'égide du grand chancelier de l'ordre national du Bénin, cet ordre récompense « toute personne physique ou morale ayant, par ses activités professionnelles ou des actes particulièrement remarquables, contribué au développement social et économique de la Nation ».
Il comprend trois grades, chevalier, officier et commandeur.

## Historique
Le 31 décembre 1962, Hubert Maga, président du Dahomey, institue l'ordre du Mérite social par la loi no 62-40.
Mathieu Kérékou, à la tête de l'État rebaptisé, douze ans plus tôt, République populaire du Bénin, modifie, le 21 septembre 1987, la loi portant sur la création de l'ordre national du Bénin ; il abroge, par la même occasion, la loi concernant  l'ordre du Mérite social, supprime ce dernier et, en faisant adopter la loi no 87-019, en crée un nouveau sous la même appellation.

## Reclassement
Toute personne nommée ou promue dans l'ancien ordre du Mérite social conserve sa décoration. Un reclassement à concordance de grade dans le nouvel ordre peut être réalisé après demande de l’intéressé formulée auprès du président de la République. Le reclassement est notifié par décret publié au journal officiel,.

## Nomination et promotion

### Conditions
Les conditions générales pour obtenir la distinction du Mérite social sont les suivantes :
1. être de nationalité béninoise et résidant au Bénin, quelle que soit la profession exercée dans le secteur public ou privé ;
2. être de nationalité béninoise ou non, résidant au Bénin et exerçant une profession dans un organisme à caractère artisanal, industriel ou commercial ;
3. être promoteur, dirigeant ou militant d'une organisation à caractère social ou humanitaire ;
4. être une personne morale ayant par ses activités contribué au développement social et économique du Bénin.

### Modalités
Le président de la République, le président de l'Assemblée nationale, le président de la Cour constitutionnelle, le président de la Cour suprême, le président du Conseil économique et social, les membres du gouvernement adressent leurs propositions au grand chancelier de l'ordre national du Bénin une fois par an, au plus tard quatre mois avant la date de célébration de la fête nationale, le 1er août.
Les propositions de nomination ou de promotion sont accompagnées d'un mémoire précisant les faits ou les titres exceptionnels qui justifient l’octroi de la décoration et comprenant tous les renseignements concernant l’état civil et les antécédents judiciaires de l'intéressé.
Le président de la République procède par décret à toutes les nominations ou promotions après avis du conseil de l'ordre national du Bénin.

### Attribution
Hors services exceptionnels rendus dans le domaine social et dans un cadre décidé par autorités compétentes, les délais pour être nommé ou promu dans l'ordre du Mérite social sont immuables. Ainsi, toute personne proposée doit justifier d'une durée d'activité ou de service :
- supérieure ou égale à dix ans pour le grade de chevalier  ;
- supérieure ou égale à quinze ans pour le grade d’officier ;
- supérieure ou égale à vingt ans pour le grade de commandeur.

### Grades
L'ordre comprend trois grades : chevalier, officier et commandeur. Sauf à titre exceptionnel, toute personne est d'abord :
- nommée au grade de chevalier ;
- puis promue au grade d'officier ;
- puis promue au grade de commandeur.

## Description

### Insigne
L'insigne est décliné :
- en bronze pour le grade de chevalier ;
- en argent pour le grade d'officier ;
- en vermeil pour le grade de commandeur.

La médaille, d'un diamètre de 36 mm a, à l'avers, la représentation d'une abeille à l'intérieur d'une couronne de palmes. Au revers, les inscriptions « République du Bénin » et, en exergue, « Mérite social », entourées d'une couronne de palmes, sont apposées.

### Ruban
L'insigne est suspendu à un ruban de 37 mm de largeur, composé d'un fond blanc bordé de deux bandes rouges de 2 mm avec, au centre, une bande verte de 4 mm.
Le ruban peut être orné d'agrafes correspondant aux différentes branches d'activité.